# The Best of Everything
The Best of Everything, in Nederland bekend onder de titels Voor haar is niets te goed, Meisjes van New York en Spitse vrouwen met spitse nagels, is een film uit 1959 onder regie van Jean Negulesco. De film is gebaseerd op een roman van Rona Jaffe. De film werd genomineerd voor twee Oscars.
Het is de eerste film sinds 1925 waarin actrice Joan Crawford genoegen nam met een bijrol. Dit deed ze omdat ze er financieel slecht voor stond sinds de dood van haar man.
Als gevolg van de film, werd in 1970 de televisieserie The Best of Everything gemaakt.

## Verhaal
Amanda Farrow is een kille redactrice die een groep jonge meiden begeleidt in de meedogenloze uitgeverswereld van New York. De vrouwen hebben allen zelf zo hun problemen.

## Rolverdeling
| Acteur        | Personage       |
| ------------- | --------------- |
| Hope Lange    | Caroline Bender |
| Stephen Boyd  | Mike Rice       |
| Suzy Parker   | Gregg Adams     |
| Joan Crawford | Amanda Farrow   |
| Martha Hyer   | Barbara Lamont  |
| Diane Baker   | April Morrison  |
| Brian Aherne  | Fred Shalimar   |
| Robert Evans  | Dexter Key      |
| Brett Halsey  | Eddie Harris    |
| Donald Harron | Sidney Carter   |